# Kyrktjärnarna, Jämtland
Kyrktjärnarna är en sjö i Bräcke kommun i Jämtland och ingår i Ljungans huvudavrinningsområde.